# 1984 (альбом Joan of Arc)
1984 — двадцать третий студийный альбом американской инди-рок-группы Joan of Arc, выпущенный 2 июня 2018 года лейблом Joyful Noise Recordings. Альбом был анонсирован 4 апреля. Это второй альбом с составом JOA, который дебютировал на He’s Got The Whole This Land Is Your Land In His Hands, состоящим из Тима Кинселлы, Тео Катсауниса, Мелины Аусикайтис, Бобби Бурга и Джереми Бойла. На этом альбоме Тим Кинселла (обычно ведущий вокалист группы) отошёл от роли фронтмена, построив альбом вокруг вокальных композиций Мелины Аусикайтис.

## История
Кинселла, описывая структуру и последовательность материала, вошедшего в альбом, сказал: «Мы думали о нём как о записи [позднего периода] Black Flag, где Мелина поёт песню, а следующая песня — джем». Альбом был спродюсирован двоюродным братом вокалиста Тима Кинселлы, давним соратником и частым участником группы Нейтом Кинселлой (он же Birthmark).
В честь выхода альбома Joyful Noise Recordings выпустила версию одноимённого антиутопического романа Джорджа Оруэлла «1984», в которой заменила имена участников группы Joan of Arc на имена всех главных героев (Уинстон Смит -> Тим Кинселла, О’Брайен -> Бобби Бург и т. д.) и перенесла действие в Чикаго (вместо Лондона), разместив эту версию на 1984.com в течение ограниченного времени.

## Отзывы
| Совокупная оценка    | Совокупная оценка |
| Источник             | Оценка            |
| -------------------- | ----------------- |
| Metacritic           | 70/100            |
| Оценки критиков      |                   |
| Источник             | Оценка            |
| AllMusic             | [ 1 ]             |
| Drowned In Sound     | 8/10              |
| The Line of Best Fit | 5.5/10            |
| The Skinny           | [ 11 ]            |
| Spin                 | 8/10              |

Альбом получил положительные отзывы музыкальной критики и интернет-изданий: Allmusic.
На интернет-агрегаторе Metacritic, который присваивает нормализованный рейтинг из 100 баллов по рецензиям основных изданий, альбом получил средний балл 70.
Марси Донельсон написал в Allmusic, что альбом «…сочетает в себе свободный, эмбиентный рок-аккомпанемент с тем, что изначально было акапельными произведениями Мелины Аусикайтис. Аусикайтис исполняла некоторые из этих автобиографических виньеток вживую на концертах Joan of Arc до того, как дебютировала в официальной записи в качестве со-исполнителя/лирика Тима Кинселлы на пластинке 2017 года. Здесь она взяла на себя ведущую роль и, с заметной домашней непосредственностью, нарисовала запоминающиеся портреты своими откровенными и поэтичными воспоминаниями. 1984 запоминается своими фолковыми, похожими на Скаута Финча воспоминаниями, в которых смешиваются игривость, несчастье и невинность».

## Список композиций
1. «Tiny Baby» — 4:29
2. «Vertigo» — 2:59
3. «Punk Kid» — 5:27
4. «Maine Guy» — 5:20
5. «People Pleaser» — 3:13
6. «Psy-Fi/Fantasy» — 2:38
7. «Truck» — 5:23
8. «Vermont Girl» — 4:06
9. «Forever Jung» — 1:49